# Warszawa (Majdan Wielki)
Warszawa – część wsi Majdan Wielki w Polsce, położona w województwie lubelskim, w powiecie zamojskim, w gminie Krasnobród.
W latach 1975–1998 Warszawa administracyjnie należała do województwa zamojskiego.